# (10011) Avidzba
(10011) Avidzba est un astéroïde de la ceinture principale.

## Description
(10011) Avidzba est un astéroïde de la ceinture principale. Il fut découvert le 31 août 1978 à Naoutchnyï par Nikolaï Tchernykh. Il présente une orbite caractérisée par un demi-grand axe de 2,45 UA, une excentricité de 0,10 et une inclinaison de 4,7° par rapport à l'écliptique.
Il est nommé en honneur d'Anatoli Mkanovich Avidzba (né en 1951), arboriculteur et viticulteur, membre de l'Académie internationale de la viticulture et de la vinification, membre correspondant de l'Académie ukrainienne des sciences agraires. 

## Compléments